# Berwyn (métro de Chicago)
Pour les articles homonymes, voir Berwyn.
Berwyn (anciennement Edgewater Beach) est une station aérienne de la ligne rouge du métro de Chicago située dans le sud du quartier de Edgewater.
Berwyn est composé d’un quai central ou s’arrêtent les rames de la ligne rouge tandis que les rames de la ligne mauve roulent sur les voies externes sans s’arrêter dans la station.

## Histoire
Lors de l’annexe des voies de la Chicago, Milwaukee & St. Paul Railroad à la Northwestern Elevated en 1908, aucune station n’existait sur le site et elle ne fut ouverte au niveau du sol qu’en 1917 sous le nom de Edgewater Beach. Trois ans plus tard, dans le cadre de la mise sur viaduc du tronçon entre Belmont et Howard, la station fut entièrement reconstruite sous la conception de Charles P. Rawson. 
Son nom fut modifié en 1960 lorsque la plage de Edgewater, très prisée des Chicagoans, fut détruite. Elle s’étendait de Lake Shore Drive jusqu’à Foster Avenue et Hollywood Avenue et il n’était pas rare de voir des touristes ou des Chicagoans venus profiter du Lac Michigan emprunter le 'L' pour s’y rendre. 
En 2008, Berwyn fut remise à neuf ; le toit fut enlevé et remplacé par un nouveau haut de tôle ondulée, les supports des auvents de métal ont été dépouillés et repeints. Un nouvel éclairage a également été installé et la signalétique fut adaptée à la ligne rouge. 
Berwyn est ouverte 24h/24 et 1 065 680 passagers y ont transité en 2008.

## Correspondances
Avec les bus de la Chicago Transit Authority :
- #36 Broadway
- #92 Foster
- #136 Sheridan/LaSalle Express
- #144 Marine/Michigan Express
- #146 Inner Drive/Michigan Express
- #N151 Sheridan (Owl Service)

## Dessertes
| Nord/Ouest            |  |             |  | Sud/Est                   |
| --------------------- |  | ----------- |  | ------------------------- |
| Bryn Mawr vers Howard |  | ligne rouge |  | Argyle vers 95th/Dan Ryan |
| modifier sur Wikidata |  |             |  |                           |